# Жимё
Жимё (фр. Gimeux) — коммуна во Франции, находится в регионе Пуату — Шаранта. Департамент — Шаранта. Входит в состав кантона Коньяк-Сюд. Округ коммуны — Коньяк.
Код INSEE коммуны — 16152.

## География
Коммуна расположена приблизительно в 420 км к юго-западу от Парижа, в 120 км юго-западнее Пуатье, в 45 км к западу от Ангулема.
По территории коммуны протекает река Не, приток Шаранты.

## Население
Население коммуны на 2008 год составляло 716 человек.
| 1962 | 1968 | 1975 | 1982 | 1990 | 1999 | 2008 |
| ---- | ---- | ---- | ---- | ---- | ---- | ---- |
| 346  | 390  | 465  | 686  | 751  | 713  | 716  |

## Администрация
| Период | Период | Фамилия      | Партия       | Примечания |
| ------ | ------ | ------------ | ------------ | ---------- |
| 1989   | 2012   | Жоэль Боден  | беспартийный |            |
| 2012   | 2014   | Шанталь Надо |              |            |

## Экономика
Основу экономики составляет сельское хозяйство и виноградарство.
В 2007 году среди 494 человек в трудоспособном возрасте (15—64 лет) 351 были экономически активными, 143 — неактивными (показатель активности — 71,1 %, в 1999 году было 73,9 %). Из 351 активных работали 321 человек (170 мужчин и 151 женщина), безработных было 30 (12 мужчин и 18 женщин). Среди 143 неактивных 35 человек были учениками или студентами, 72 — пенсионерами, 36 были неактивными по другим причинам.

## Достопримечательности
- Церковь Сен-Жермен (XII век)
- Часовня Нотр-Дам-де-Мерси (XVII век)
- Руины мельницы Фано (1760 год)

## Фотогалерея

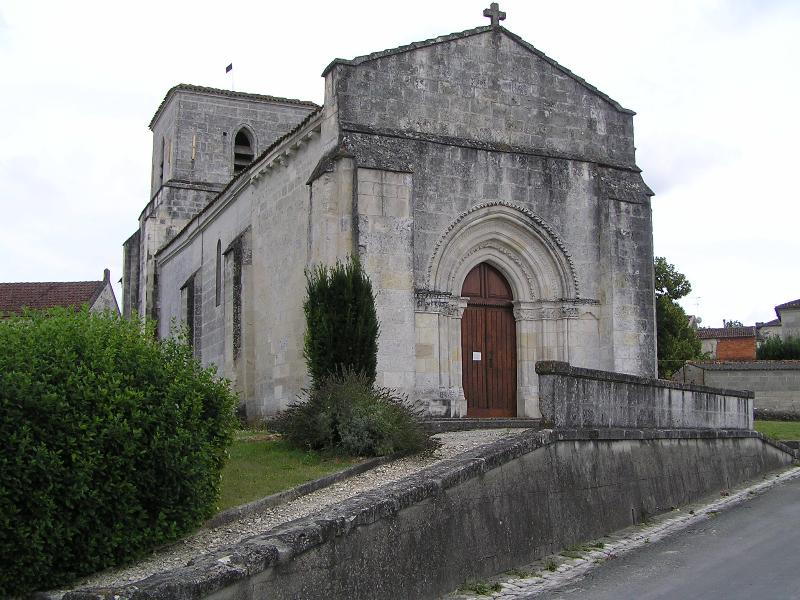
Церковь Сен-Жермен
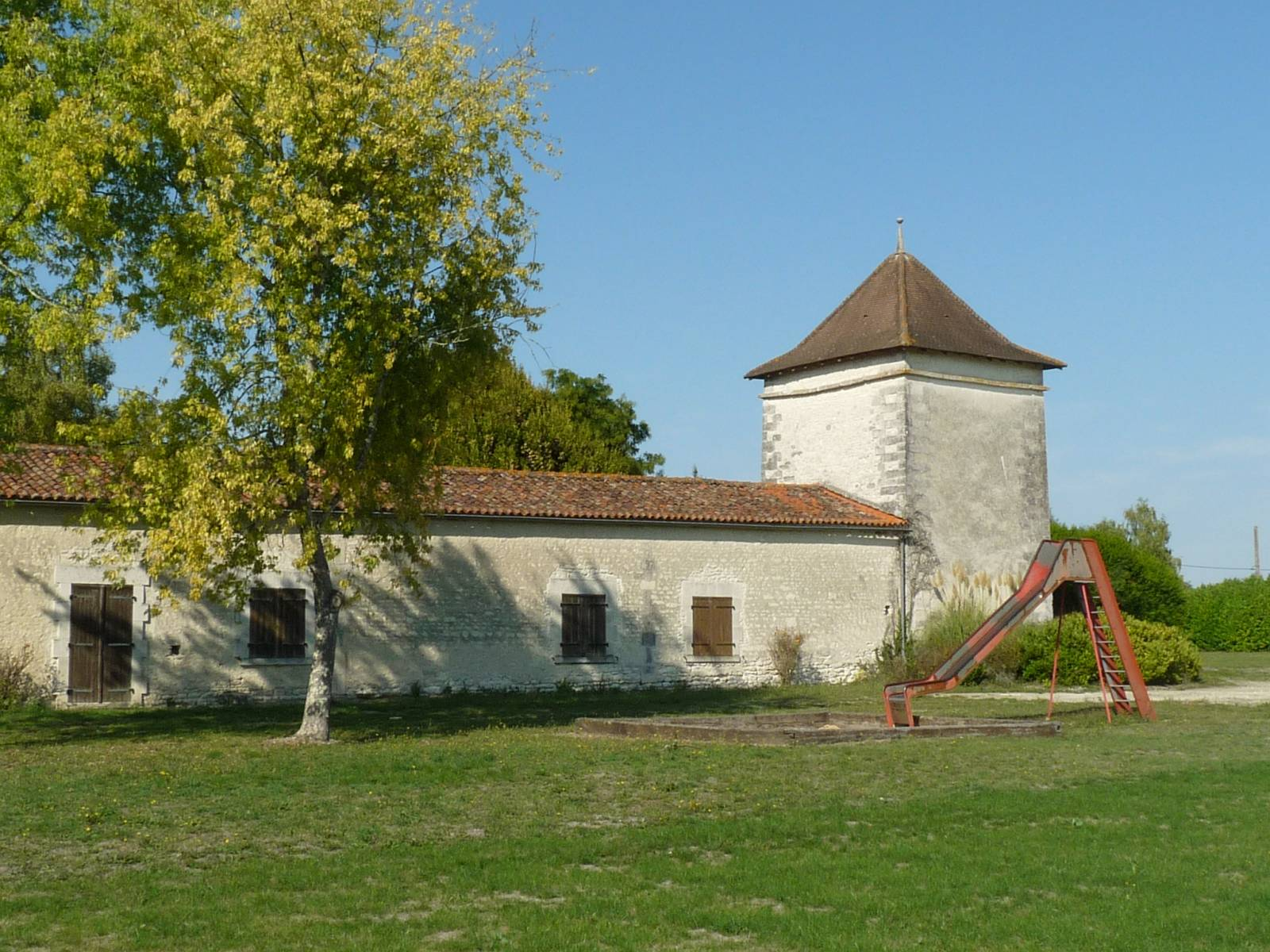
Голубятня (нем.)
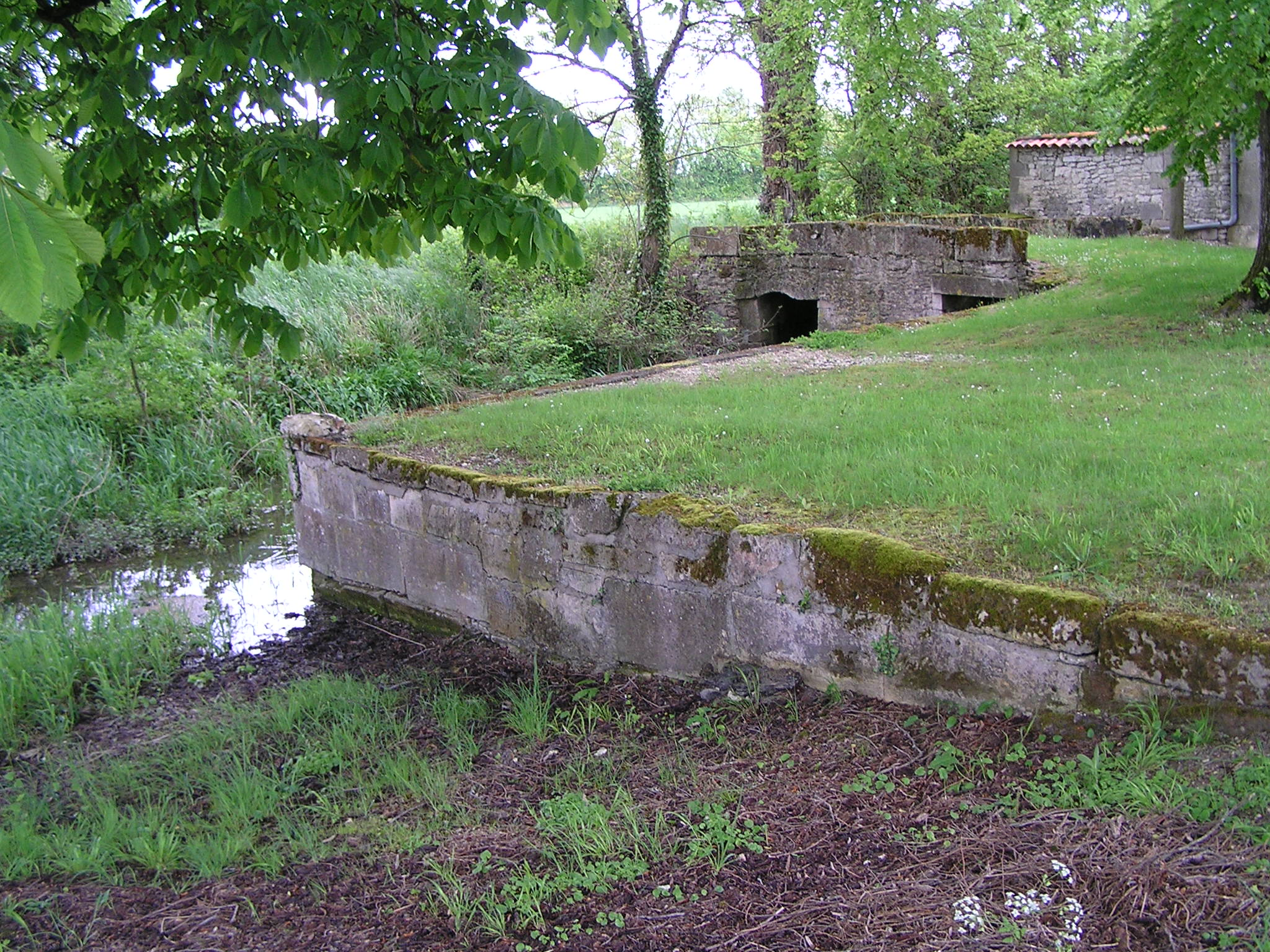
Река Не[фр.]